# 281140 Trier
281140 Trier este un asteroid din centura principală de asteroizi.

## Descriere
281140 Trier este un asteroid din centura principală de asteroizi. A fost descoperit pe 16 februarie 2007 la Taunus de Erwin Schwab și Rainer Kling. Asteroidul prezintă o orbită caracterizată de o semiaxă mare de 2,34 ua, o excentricitate de 0,15 și o înclinație de 3,7° în raport cu ecliptica.